# Malte au Concours Eurovision de la chanson 2011
Malte a participé au Concours Eurovision de la chanson 2011. 
Le 12 février 2011, une sélection nationale est organisée. La chanson "One Life" de Glen Vella est alors choisie.

## Finale 2011
| Passage | Artiste              | Chanson                    | Compositeur                                                                |
| ------- | -------------------- | -------------------------- | -------------------------------------------------------------------------- |
| 01      | Amber                | Catch 22                   | Ray Agius, Godwin Sant                                                     |
| 02      | Kurt Calleja         | Over and Over              | Johan J'atmberg, Kurt Calleja                                              |
| 03      | Cherise Grixti       | Heart of Glass             | Philip Vella, Gerard James Borg                                            |
| 04      | Wayne Micallef       | Everybody Sing             | Wayne Micallef, Wayne Micallef                                             |
| 05      | Claudia Faniello     | Movie in my Mind           | Philip Vella, Gerard James Borg                                            |
| 06      | Klinsmann & Ben      | This Love                  | Klinsmann Coleiro, Jonathan Spiteri                                        |
| 07      | Eleonor Cassar       | Hypnotized                 | Paul Giordimania, Fleur Balzan                                             |
| 08      | Domenique Azzopardi  | I'll Follow the Sunshine   | Ralph Siegel, Dr. Bernd Meinunger                                          |
| 09      | Rosman Pace          | You'll Never Know          | Steven D. Cook, Jordan Milnes                                              |
| 10      | Raquela              | If I Could Do It All Again | Marc Paelnick, Mathias Strasser                                            |
| 11      | Sophie Debattista    | Love to Love You           | Elton Zarb, Sophie Debattista                                              |
| 12      | Petra Zammit         | Unintentional              | Elton Zarb, Rita Pace                                                      |
| 13      | Baklava              | MoonDance                  | Philip Vella, Gerard James Borg                                            |
| 14      | Jamie Tonna          | Lost Without You           | Marco Debono, Aidan O'Connor                                               |
| 15      | Amber                | Touch Wood                 | Ray Agius, Alfred Sant                                                     |
| 16      | Anna Azzopardi       | Unfaithful                 | Renato Briffa, Keith Zammit                                                |
| 17      | Marilena ft. Michael | He's a Demon               | Michael Henry, Anthony Grech                                               |
| 18      | Glen Vella           | One Life                   | Paul Giordimania, Fleur Balzan                                             |
| 19      | J.Anvil              | Topsy Turvy                | Jonas Gladnikoff / Niall Mooney / Andrew Zahra, Deo Grech / Natasha Turner |
| 20      | Jessica Muscat       | Down Down Down             | Philip Vella, Jessica Muscat                                               |
| 21      | Kelly Schembri       | Love Me Like Your Money    | Sven Lundholm, Gerard James Borg                                           |
| 22      | Fabrizio Faniello    | No Surrender               | Johan Stentorp, Johan Bederholm                                            |
| 23      | Ally                 | Numb                       | Ally, Ally                                                                 |
| 24      | Richard Edwards      | Finally                    | Jan Van Dijck, Richard Micallef                                            |

| Passage | Artiste              | Chanson                    | Compositeurs                                                               | Jurie | Télévotes | Total | Place |
| ------- | -------------------- | -------------------------- | -------------------------------------------------------------------------- | ----- | --------- | ----- | ----- |
| 01      | Eleonor Cassar       | Hypnotized                 | Paul Giordimania, Fleur Balzan                                             | 12    | 3         | 15    | 10    |
| 02      | Amber                | Catch 22                   | Ray Agius, Godwin Sant                                                     | 1     | 6         | 7     | 13    |
| 03      | Jessica Muscat       | Down Down Down             | Philip Vella, Jessica Muscat                                               | 0     | 0         | 0     | 15    |
| 04      | Ally                 | Numb                       | Ally, Ally                                                                 | 15    | 0         | 15    | 10    |
| 05      | Baklava              | MoonDance                  | Philip Vella, Gerard James Borg                                            | 15    | 30        | 45    | 6     |
| 06      | Fabrizio Faniello    | No Surrender               | Johan Stentorp, Johan Bederholm                                            | 36    | 21        | 57    | 4     |
| 07      | Kurt Calleja         | Over and Over              | Johan J'atmberg, Kurt Calleja                                              | 54    | 15        | 69    | 3     |
| 08      | Glen Vella           | One Life                   | Paul Giordimania, Fleur Balzan                                             | 54    | 36        | 90    | 1     |
| 09      | Marilena ft. Michael | He's a Demon               | Michael Henry, Anthony Grech                                               | 1     | 0         | 1     | 14    |
| 10      | J.Anvil              | Topsy Turvy                | Jonas Gladnikoff / Niall Mooney / Andrew Zahra, Deo Grech / Natasha Turner | 3     | 12        | 15    | 10    |
| 11      | Claudia Faniello     | Movie in my Mind           | Philip Vella, Gerard James Borg                                            | 19    | 0         | 19    | 9     |
| 12      | Richard Edwards      | Finally                    | Jan Van Dijck, Richard Micallef                                            | 64    | 24        | 88    | 2     |
| 13      | Raquela              | If I Could Do It All Again | Marc Paelnick, Mathias Strasser                                            | 28    | 18        | 46    | 5     |
| 14      | Kelly Schembri       | Love Me Like Your Money    | Sven Lundholm, Gerard James Borg                                           | 0     | 0         | 0     | 15    |
| 15      | Wayne Micallef       | Everybody Sing             | Wayne Micallef, Wayne Micallef                                             | 23    | 0         | 23    | 8     |
| 16      | Klinsmann & Ben      | This Love                  | Klinsmann Coleiro, Jonathan Spiteri                                        | 23    | 9         | 32    | 7     |

## À l'Eurovision
Le pays participera à la première demi-finale le 10 mai 2011.